# Stan Allen
Stan Allen es un arquitecto estadounidense, teórico y exdecano de la Facultad de Arquitectura de la Universidad de Princeton.
Ha recibido premios de la Universidad de Brown, de la Universidad de Princeton y de la Cooper Union.
Ha trabajado en las oficinas de Richard Meier y Rafael Moneo, y anteriormente fue el director, con el arquitecto paisajista James Corner, de la práctica de campo Operations. Su equipo tiene su sede en Brooklyn.
Antes de su traslado a Princeton en 2002, Allen dirigió el programa Diseño Arquitectónico Avanzado en la Escuela de Arquitectura, Urbanismo y Conservación de la Universidad de Columbia AAD. En 2012, Allen fue elegido en la Academia Nacional de Diseño.
Su ideario acerca de la arquitectura diagramática ha sido publicado en: Points + Lines: diagrams and projects for the city (Princeton, 1999) y en sus ensayos teóricos: Practice: Architecture, Technique and Representation, (G+B Arts, 2000).
Points + Lines: diagrams and projects for the city
Según Stan Allen, las condiciones de campo son matrices que unifican distintos elementos respetando la identidad de cada uno de ellos. Estas pueden ser tanto geométricas (relaciones por divisiones de elementos) como algebraicas (relaciones por adición o substracción de elementos). En las condiciones de campo se vuelven más importantes las relaciones que se establecen que el resultado formal.
Practice: Architecture, Technique and Representation
A diferencia de otras disciplinas, la arquitectura bebe de todo lo real, una realidad que por sí misma es desordenada y multidisciplinar. Podemos representarla y analizarla de diferentes maneras, nunca neutrales, ya que están condicionadas por la propia representación. A partir de aquí se trata de entender no sólo lo que esa representación significa sino cómo ésta opera en el mundo.

## Obra

### Algunas publicaciones (1993_2012)
- Allen, Stan:Points + Lines: diagrams and projects for the city, Nueva York, Princeton Architectural Press, 1999.

- Allen, Stan:Sites & stations: provisional utopias: architecture and utopia in the contemporary city, Nueva York, Lusiania Press, 1998. Editado por Stan Allen y Kyong Park.

- Allen, Stan:Practice: architecture, technique + representation, Nueva York, G+B Arts International, 2000.

- Allen, Stan:Landform Building, Princeton University School of Architecture, 2011. Editado por Stan Allen y Marc McQuade.

- Eisenman, Peter: Diez edificios canónicos: 1950-2000, Barcelona, Gustavo Gili, 2011. Prólogo de Stan Allen.

2 Libros y artículos (1993_2011):
- Liga de Arquitectura de Nueva York: If...then: architectural speculations, Nueva York, Princeton Architectural Press, 2005.

(Incluye prólogo de Stan Allen).
- Mansilla + Tuñón Arquitectos: From rules to constraints, Zúrich, Princeton Architectural Press, 2012.

(Incluye conversación de Stan Allen con Luis M.Mansilla, Emilio Tuñón y Giancarlo Valle).
- Allen, Stan: “Proyecciones. Entre el dibujo y la edificación”, CIRCO 08 `La cadena de cristal´, (1993).

- Allen, Stan: “El urbanismo de las infraestructuras: siete proposiciones”, CIRCO 59 `El curso de las cosas´, (1998).

- Allen, Stan: Mat urbanism: The thick 2D, 2008.

- Ferrer Fores, Jaime J.: Mat urbanism: growth and change, 2011.

### Proyectos
- CHOSEN CHILDREN VILLAGE CHAPEL

Tagaytay, Filipinas • Capilla para organización no gubernamental, 2006-2008.
- TAICHUNG GATEWAY PARK

Taichung, Taiwán • Diseño urbano, 2007-2009.
- NEW MARIBOR ART GALLERY

Maribor, Eslovenia • Competición Internacional de Diseño, 2010.
- BUSAN OPERA HOUSE

Busan, Corea • Competición Internacional de Diseño, 2011.
- TAICHUNG INFOBOX

Taichung, Taiwán • Pabellón de exhibiciones, 2011.
- MONUMENT TO FREEDOM AND EQUALITY

Leipzig, Alemania • Finalista, Competición Internacional de Diseño, 2012.